# Comodesmidae
Comodesmidae är en familj av mångfotingar. Comodesmidae ingår i ordningen banddubbelfotingar, klassen dubbelfotingar, fylumet leddjur och riket djur. Enligt Catalogue of Life omfattar familjen Comodesmidae 5 arter. 
Kladogram enligt Catalogue of Life:
| Comodesmidae | \| \| Hypsiloporus \| \| \| \| \| \| Inodesmus \| \| \| \| |
|              | \| \| Hypsiloporus \| \| \| \| \| \| Inodesmus \| \| \| \| |
|              | Hypsiloporus                                               |
|              |                                                            |
|              | Inodesmus                                                  |
|              |                                                            |